# Juranovy závody
Juranovy závody jsou tři závody, které byly pojmenovány po Josefu Juranovi. Před znárodněním patřil jeden závod rodině Uxů, druhý Ing. Edwinu Adalbertu Uxovi a třetí firmě Louis Friedmann a spol.

## Historie
Firma vznikla dne 1. ledna 1951, v den kdy nabyl účinnost výměr ministra těžkého průmyslu Gustava Klimenta. Ve výměru byl stanoven název Injekta, národní podnik Brno, vztahující se k výrobnímu programu bývalé vídeňské pobočky firmy Louis Friedmann a spol. Název firmy se nelíbil pracovníkům bývalé firmy Slévárna bratří Uxů. a proto bylo rozhodnuto o pojmenování po komunistickém funkcionáři. Datum založení Juranových závodů byl stanoven na rok 1925. Byl to rok, kdy byla založena pobočka firmy Louis Friedmann a spol., která byla v roce 1939 středním podnikem zaměstnávajícím 120 zaměstnanců. Firma UXA zaměstnávala ve 30. letech 400 zaměstnanců.
V roce 1957 byl přičleněna litomyšlská pobočka Kovopol n. p. Police nad Metují (dříve Kovona  Praha nebo ještě dřív Drina). 
V roce 1966 ztratily Juranovy závody samostatnost a staly se závodem Strojírenských a metalurgických závodů Dubnica nad Váhom.
Právní subjektivitu získaly Juranovy závody dne 1. ledna 1978 jako Závody těžkého strojírenství n.p Brno, Závody Josefa Jurana v rámci trustu ZŤS Martin.
Od 1. ledna 1982 se továrna v Litomyšli vyčlenila z Juranových závodů, ale zůstala nadále v trustu ZŤS jako závod Třemošnice - Hedvíkov, n. p. ( závod č. 12). 
Dvě původní továrny byly zprivatizovány. V roce 1991 byla v rámci privatizace slévárna prodána Fondem národního majetku za cca 30 milionů Kčs společnosti UXA s.r.o. 
V roce 1992 byla prodána výroba mazací techniky a hydrauliky firmě Triboc.

## Poloha
Slévárna se nachází v Brně-Komárově, v prostoru vymezeném ulicemi Plotní, Široká, Dornych a Kovářská. Některé objekty v areálu jsou kulturní památkou.
Slévárna Edwina Adalberta Uxy se nacházela v Brně-Husovicích na ulici Krkoškova (nyní Gargulákova 43)
Výroba tukového centrálního mazání, injektorů a hydraulických komponentů se nachází v Brně-Horních Heršpicích na ulici Košuličova (49.1656642, 16.6131081); zařízení se vyráběla i v areálu dolu Julius (Zastávka).

## Výrobní program
- parní generátor PG 500 pro vytápění osobních vlaků, poté, co byly vyřazeny parní lokomotivy (Litomyšl)
- vysokotlaké olejové hořáky VHT 30 - VHT 400315 kg/hod oleje.[8]
- odlitky z litiny s kuličkovým grafitem vyráběné v rotační kyslíko-plynové peci
- odlitky ze žlutých kovů (mosazi)
- mazací technika v oblasti ztrátového tukového a olejového centrálního mazání pro těžké strojírenství, hutnictví, energetiku a těžební průmysl
- hydraulická čerpadla, čerpadlové stanice, pístové hydromotory, hydraulické rozvaděče a sekční rozdělovače, pístové radiální hydromotory, skupinové rozvaděče, pojistné a jednosměrné ventily pro tlaky do 320 barů.
- zbrojní výroba pro tanky a pásová vozidla
- konkrétní výrobek: komponenty pro silniční válec TV 680H (Keramostroj - Adamovské strojírny, závod Blansko)